# Acacia multisiliqua
Acacia multisiliqua é uma espécie de leguminosa do gênero Acacia, pertencente à família Fabaceae.